# Sigo Breidenbach
Sigo Breidenbach (* 31. Dezember 1922; † 11. September 2013) war im Sportbereich als Funktionär aktiv. 

## Sport
Sigo Breidenbach war aktiv in der Abteilung Eiskunstlauf der Düsseldorfer Eislaufgemeinschaft und wurde in den 1960er Jahren Präsident des späteren Gesamtvereins Düsseldorfer EG.
Ebenso war er – gesichert 1967 bis 1975 – der Präsident des Vereins DEG Eishockey e.V. Während seiner Zeit als Präsident erreichte die DEG die ersten drei Deutschen Meistertitel im Eishockey. Später wurde er zum Ehrenpräsident des Vereins DEG Eishockey e.V. ernannt.

## Leben
Dr. med Sigo Breidenbach ist verwandt mit Stephan Breidenbach.